# Episodi de Il capitano (prima stagione)
La prima stagione de Il capitano è andata in onda dal 18 gennaio al 22 febbraio 2005 su Rai 2.
| nº | Titolo            | Prima TV Italia  |
| -- | ----------------- | ---------------- |
| 1  | La missione       | 18 gennaio 2005  |
| 2  | L'insospettabile  | 25 gennaio 2005  |
| 3  | Jamila            | 1º febbraio 2005 |
| 4  | Il lavandaio      | 8 febbraio 2005  |
| 5  | Africa connection | 15 febbraio 2005 |
| 6  | Operazione uranio | 22 febbraio 2005 |

## La missione
- Diretto da: Vittorio Sindoni
- Scritto da: Salvatore Basile, Bruno Garbuglia, Laura Ippoliti, Vittorio Sindoni

### Trama
Il capitano della Guardia di Finanza Giulio Traversari sta per lasciare il Corpo dopo tanti anni di onorato servizio. Giulio vuole cambiare vita e sposarsi con Barbara, in procinto di divorziare, ma gli rimane soltanto un'operazione, quella di sequestrare una nave usata da un noto trafficante d'armi e di contrabbando di sigarette. A bordo c'è il capitano Baccini, amico di Giulio che si è infiltrato nella banda del trafficante allo scopo di smascherare il suo traffico d'armi. Ma l'operazione viene annullata sotto pressione dei Servizi Segreti, e successivamente Baccini, sospettato di essere un infiltrato e di aver rubato informazioni sui traffici illeciti dell'organizzazione, viene ucciso per ordine del trafficante. Giulio, prima di prendere la sua decisione di dimettersi, intende vendicare il suo amico ucciso, riuscendo a catturare il trafficante, nonché il mandante dell'omicidio di Baccini. Giulio decide di restare nell'Arma.

## L'insospettabile
- Diretto da: Vittorio Sindoni
- Scritto da: Laura Ippoliti, Andrea Leoni, Massimo Razzi

### Trama
Un uomo è stato ripescato morto nel mare di Sardegna da alcuni pescatori in barca, ma tutto intorno alla barca ci sono dei contenitori, pieni di hashish marocchino di prima qualità e l'entità della partita, parecchie tonnellate, attira l'attenzione del colonnello Fioravanti, che affida al capitano l'indagine. Il caso si rivela molto spinoso: l'unico indizio disponibile porta a un bar, la cui proprietaria sembra una persona al di sopra di ogni sospetto. Ha un figlio, vive una vita tranquilla e non ha relazioni stabili né contatti significativi con nessuno. Dopo giorni di appostamenti e di intercettazioni Giulio e la sua squadra sono ormai sul punto di convincersi che il bar è un vicolo cieco quando finalmente si presenta come avventore un sardo implicato nel giro della droga.

## Jamila
- Diretto da: Vittorio Sindoni
- Scritto da: Salvatore Basile, Andrea Oliva, Francesca Satta Flores

### Trama
Uno storico boss della Sacra Corona Unita viene ucciso da un personaggio emergente, disposto a tutto pur di avanzare nella scalata al potere. L'unico elemento che la polizia ha in mano per decifrare il complesso quadro della situazione è la testimonianza di un altro storico boss della Sacra Corona Unita, che decide di collaborare con la Guardia di Finanza, e con Giulio: fu proprio quest'ultimo a salvargli la vita durante l'irruzione nella quale il maresciallo Giraudo venne ucciso. E così Giulio e tutta la sua squadra si trovano a indagare su una faccenda di contrabbando, in cui l'elemento più oscuro è proprio la merce che viene sbarcata sulle coste della Puglia. Lo stesso mafioso, infatti, ne ignora la natura: sa soltanto che si tratta di un traffico talmente "illecito" anche per la tradizione mafiosa, da dover suscitare lo sdegno del vecchio boss ucciso dal mafioso emergente. L'ex mafioso sa soltanto che la merce arriva dalla Turchia. Giulio e la sua squadra scoprono che la barca è piena di immigrati clandestini, che i mafiosi non esitano a gettare in mare.

## Il lavandaio
- Diretto da: Vittorio Sindoni
- Scritto da: Angelo Pasquini, Laura Ippoliti, Massimo Razzi

### Trama
Uno spallone svizzero viene ucciso nei bagni dell'aeroporto di Fiumicino e viene rinvenuta accanto a lui una valigetta piena di denaro. Il capitano Traversari e la sua squadra decidono di indagare sul traffico di denaro sporco. Giulio scopre un complesso sistema di riciclaggio che coinvolge anche alcune aziende italiane, tra le quali anche la società del marito della donna con cui Giulio ha una relazione, diventata responsabile legale della società dopo un grave attentato subito dal marito. Il capitano rivela al colonnello Fioravanti la verità sui suoi rapporti con la donna e gli chiede di essere sollevato dall'incarico. Il colonnello declina la richiesta, ordinando di proseguire le indagini, facendo pedinare una donna, anche lei è al servizio dell'organizzazione. Giulio e la sua squadra intuiscono che una banca di Lugano fornisce la copertura legale all'attività di riciclaggio.

## Africa connection
- Diretto da: Vittorio Sindoni
- Scritto da: Laura Ippoliti, Bruno Garbuglia, Paola Armati

### Trama
Un medico amico di Giulio viene ucciso, con i suoi assassini che inscenano un suicidio. Il medico si era trasferito in Somalia da tempo, fondando anche un piccolo ospedale. Il capitano Traversari decide di indagare sull'amico ucciso, coordinandosi con la sua squadra che da tempo segue una pista sul traffico di rifiuti tossici che, provenienti dall'Europa, vengono imbarcati al porto di Livorno per l'Africa. Giulio è convinto che la morte dell'amico e il traffico di rifiuti tossici siano fatti collegati, e arriva ben presto a scoprire anche la base logistica dello smaltimento delle scorie e a chiarire il meccanismo attraverso cui vengono imbarcate su mercantili insospettabili grazie a una falsa certificazione di aiuti umanitari da parte dell'ecomafia.

## Operazione tritolo
- Diretto da: Vittorio Sindoni
- Scritto da: Andrea Purgatori, Laura Ippoliti, Massimo Razzi

### Trama
Un ex mafioso che aveva cominciato a collaborare con il tenente Carpi viene ucciso perché sapeva di una barra di uranio rubata da una centrale nucleare africana. Le intercettazioni confermano che l'uranio è nelle mani dei mafiosi; si tratta di otto barre pronte per essere vendute al miglior offerente, e con il rischio che anche i terroristi ne entrino il possesso per costruire altrettante bombe sporche. Viene pertanto deciso che un componente della squadra andrà sotto copertura per aprire una trattativa con i mafiosi. Giulio, però, decide di infiltrarsi, fingendosi un emissario chiamato il Ragioniere, passando a Carpi il comando della squadra. Il colonnello accetta e l'operazione ha inizio.